# Latenivenatrix
Latenivenatrix ("ukrytý lovec") byl rod středně velkého teropodního dinosaura z čeledi Troodontidae, žijícího v období pozdní svrchní křídy (geologický věk kampán) na území dnešní kanadské provincie Alberty (souvrství Dinosaur Park).

## Historie a popis
Tento dravý troodontid byl vědecky popsán roku 2017 na základě části fosilní lebky, přisuzované dříve druhu Troodon formosus. Lebka tohoto dinosaura byla dlouhá 45 cm a celková délka těla dosahovala asi 3–3,5 metru, šlo tedy o jednoho z největších známých troodontidů. Na lebce jsou patrné známky kousnutí nebo nemoci (jak usuzoval již roku 1985 paleontolog Philip J. Currie).

## Systematika
Blízce příbuzným rodem byl například geologicky starší asijský Urbacodon, objevený na území Uzbekistánu. Blízkým příbuzným byl také rod Stenonychosaurus a zároveň Troodon, do kterého byl fosilní materiál obou rodů dříve řazen.

## Inteligence
Tento troodontid tak patřil do skupiny relativně inteligentních dinosaurů s poměrně velkou mozkovnou, kteří zavdali podnět k podloženým spekulacím o tzv. dinosauroidech.
Charakteristikou těchto teropodů je poměrně velký mozek a s ním související relativně vysoká inteligence. Spekuluje se dokonce o možnosti, že někteří z těchto dinosaurů mohli být schopni používat jednoduché nástroje (v podobě větví, kamenů apod.).

### Česká literatura
- SOCHA, Vladimír (2021). Dinosauři – rekordy a zajímavosti. Nakladatelství Kazda, Brno. ISBN 978-80-7670-033-8 (str. 168)